# Rite funéraire dans la Grèce antique
Les rites funéraires dans la Grèce antique désignent l'ensemble des pratiques sociales en usage en Grèce antique afin de rendre hommage aux morts. 

## Déroulement du rite

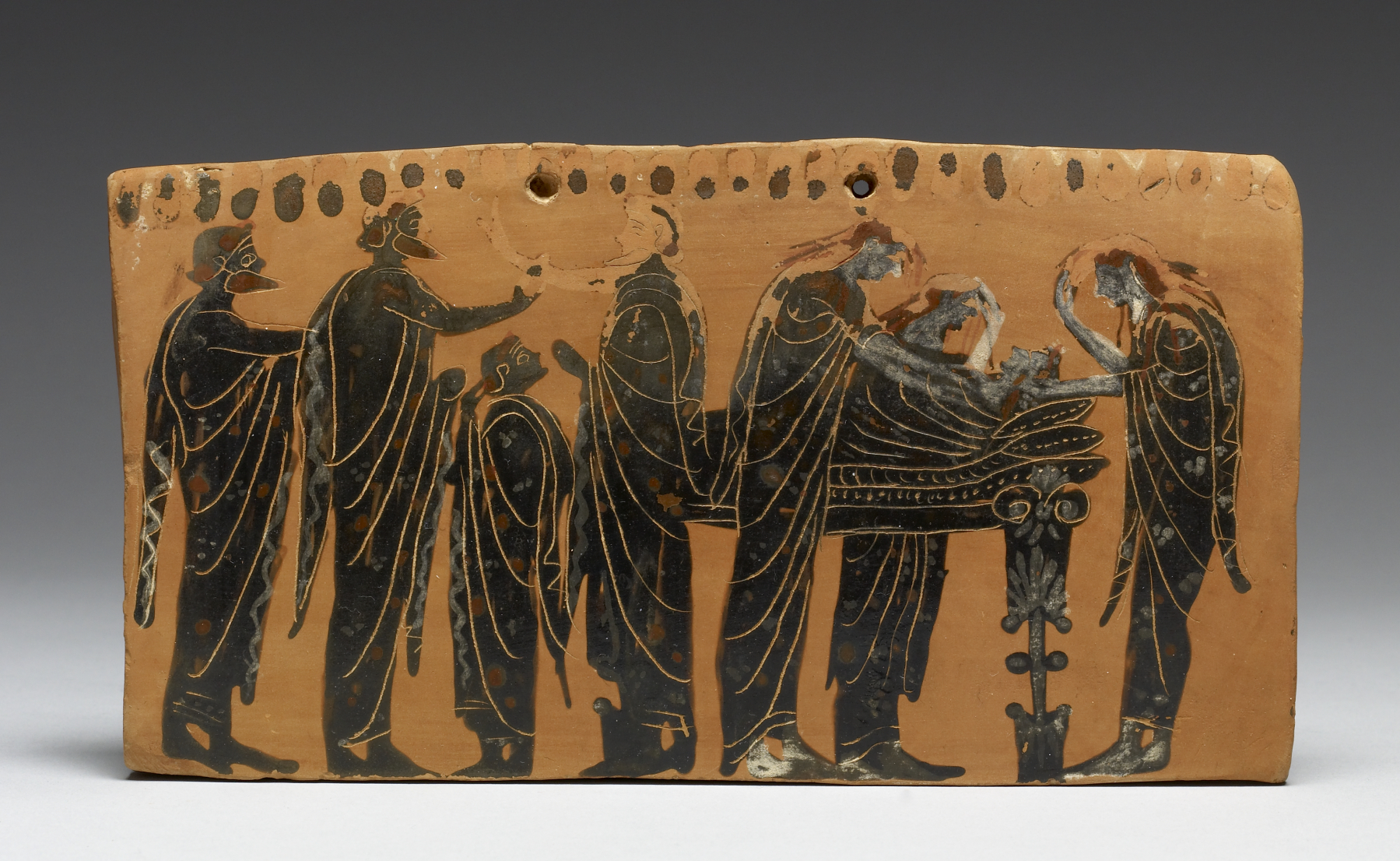
Scène de prothèse. (Terre cuite peinte, VIe s. av. J.-C.)

Le rite funéraire se décomposait en trois étapes majeures : la prothesis (toilette mortuaire et exposition du corps), l’ekphora (cortège funèbre) et l'inhumation-crémation. 

### L'exposition (prothesis)
Après avoir été lavé, parfumé et paré par sa famille, le défunt était exposé sur un lit d'apparat dans le vestibule de la maison, les pieds dirigés vers la porte : c'est la prothesis (en grec ancien : πρόθεσις). En signe de deuil, les membres de la famille se coupaient parfois les cheveux, symbolisant ainsi la perte d'une partie d'eux-mêmes, comme Achille le fait à la mort de Patrocle dans l'Iliade.
Des pleureuses sont également présentes afin d'exprimer la douleur ressentie, par des manifestations gestuelles souvent « très extériorisées et violentes : frappement de la poitrine avec les mains et arrachement des cheveux par poignées. » Ce temps d'exposition ne devait pas durer plus d'un jour, selon la législation de Solon. Ces manifestations s’apparentent au genre musical du chant funèbre qu’on appelle le thrène.

### Le cortège funèbre (ekphora)

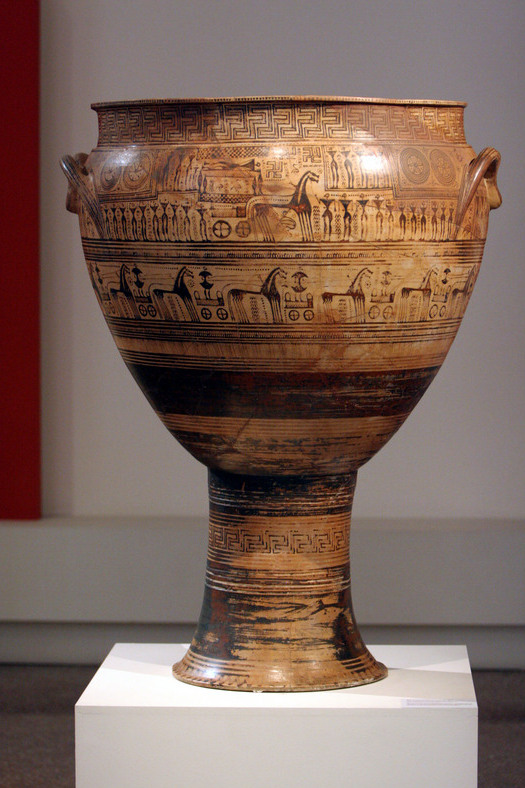
Scène d’ekphora, Hirschfeld Krater, vers 750-735 av. J.-C.

Le lendemain de l'exposition, dès l'aube, le convoi funèbre mène le corps jusqu'au cimetière, toujours situé à l'extérieur de la ville. Les hommes de la famille prennent la tête du cortège, suivis des femmes et des pleureuses. Cette partie est également le moment pour les familles de montrer leur statut au sein de la cité et cela à travers le type de cortège utilisé. Ainsi, des cortèges tirés à la force des bras sont utilisés par les plus pauvres, là où les plus riches et les familles aristocratiques utilisent un char tiré par deux ou quatre chevaux.

### L'inhumation ou la crémation
Les deux pratiques de l'incinération et de l'inhumation étaient utilisées, bien que l'on note là aussi une différence liée au statut du défunt. En effet, la rareté du bois dans certaines région, en Attique notamment, limite l'incinération aux populations les plus riches.
La tradition voulait que l'on dépose des asphodèles dans les tombeaux. En plus de la présence de cette plante, on note à partir du VIe siècle av. J.-C. la présence de l'obole destinée au passeur Charon, ainsi que du gâteau de miel destiné à apaiser Cerbère dans les tombes. Il n'était pas rare de voir des aliments et des boissons placées aux côtés du défunt, afin de satisfaire ses besoins dans l'au-delà. Cette pratique n'était pas uniforme : elle fut interdite à Sparte par Lycurgue, qui défendait de ne « rien enterrer avec les morts ». Le vin et l'huile présent servaient également dans la réalisation de libation, laquelle était généralement accompagnée d'un holocauste de bœuf ou de mouton, pratique qui fut interdite par Solon à Athènes.

### Rite suivant les funérailles

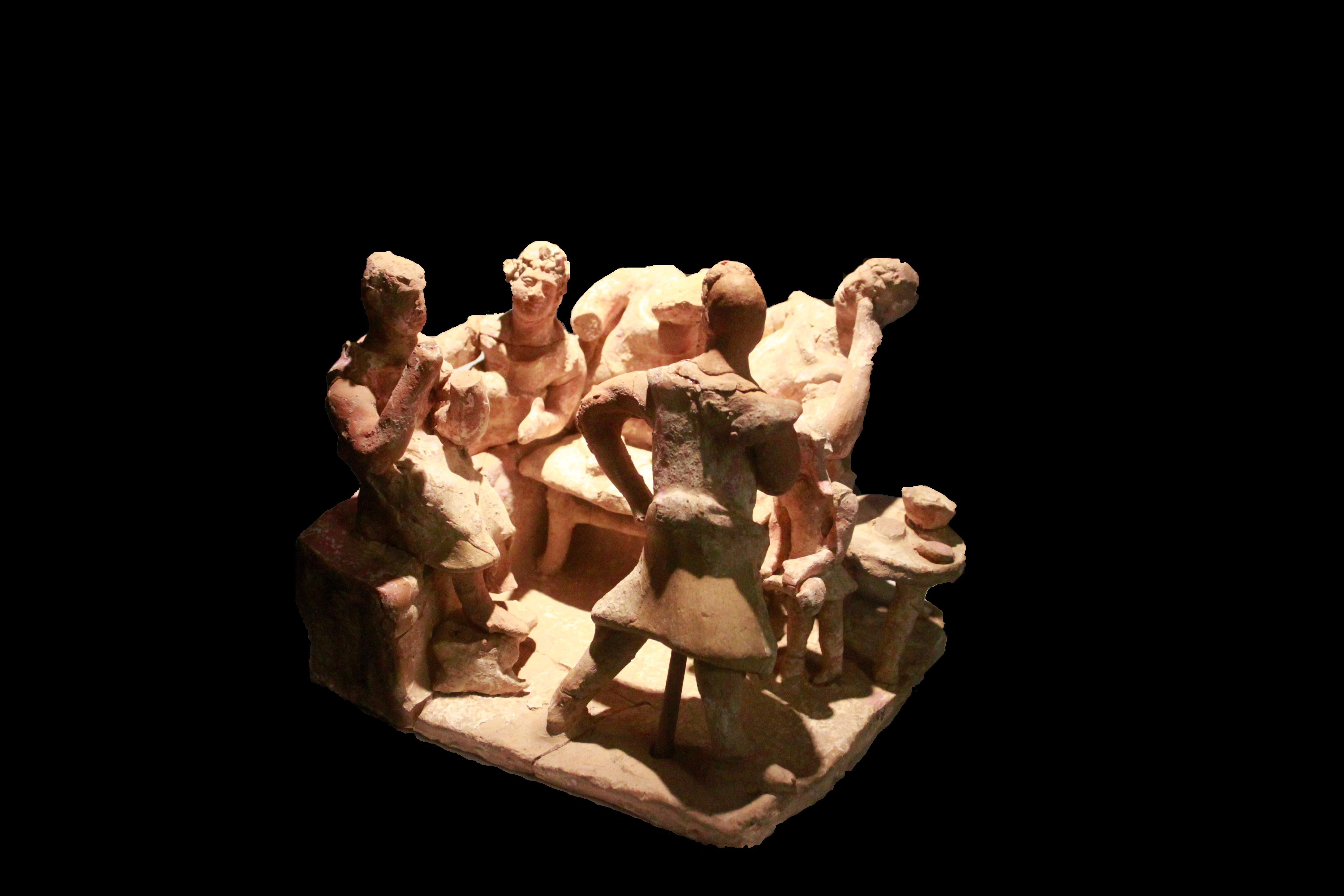
"Il banchetto", Museo archeologico nazionale di Egnazia. Illustre le banquet funéraire, ou perideipnon.

Les funérailles étaient clôturées par la réalisation d'un repas regroupant les membres de la famille, le perideipnon, lequel prenait place directement après l'inhumation ou la crémation. Un rituel de purification de la maison ainsi qu'un sacrifice sur le foyer domestique prenait place le lendemain de la cérémonie.

## Aspect mythologique
Dans la mythologie, la mort était considérée comme l’entrée dans le monde souterrain des Ombres. En effet, si les rites étaient effectués correctement, le mort rejoignait les Enfers. Le défunt était ainsi à partir du VIe siècle av. J.-C. enterré avec une obole placée sous la langue, destinée à payer Charon, le passeur des Enfers, pour la traversée du fleuve Styx. Cette ancienne coutume, à laquelle fait allusion un passage du chant XI de l’Iliade, imitée par les Romains, était encore en usage du temps de Pline l'Ancien. Les morts ne pouvant payer étaient condamnés à errer sur les bords du fleuve pour l'éternité. Les morts sans sépulture, quant à eux, étaient voués à errer indéfiniment dans l'Érèbe,.
La réalisation correcte des rituels était nécessaire pour parvenir au bon repos de l'âme. Il était également important de ne pas subir la colère des revenants et leur retour potentiel. Pour cela, les rituels tels que les libations étaient utilisés sur les tombes afin de garantir la tranquillité des défunts. Certains personnages célèbres, comme les fondateurs de colonies, pouvaient avoir une stature de héros, et ainsi continuer d'être honorés plusieurs générations après leur mort, à l'inverse des morts plus "ordinaires", qui tombaient dans l'oubli après plusieurs générations.

## Aspects publics des funérailles

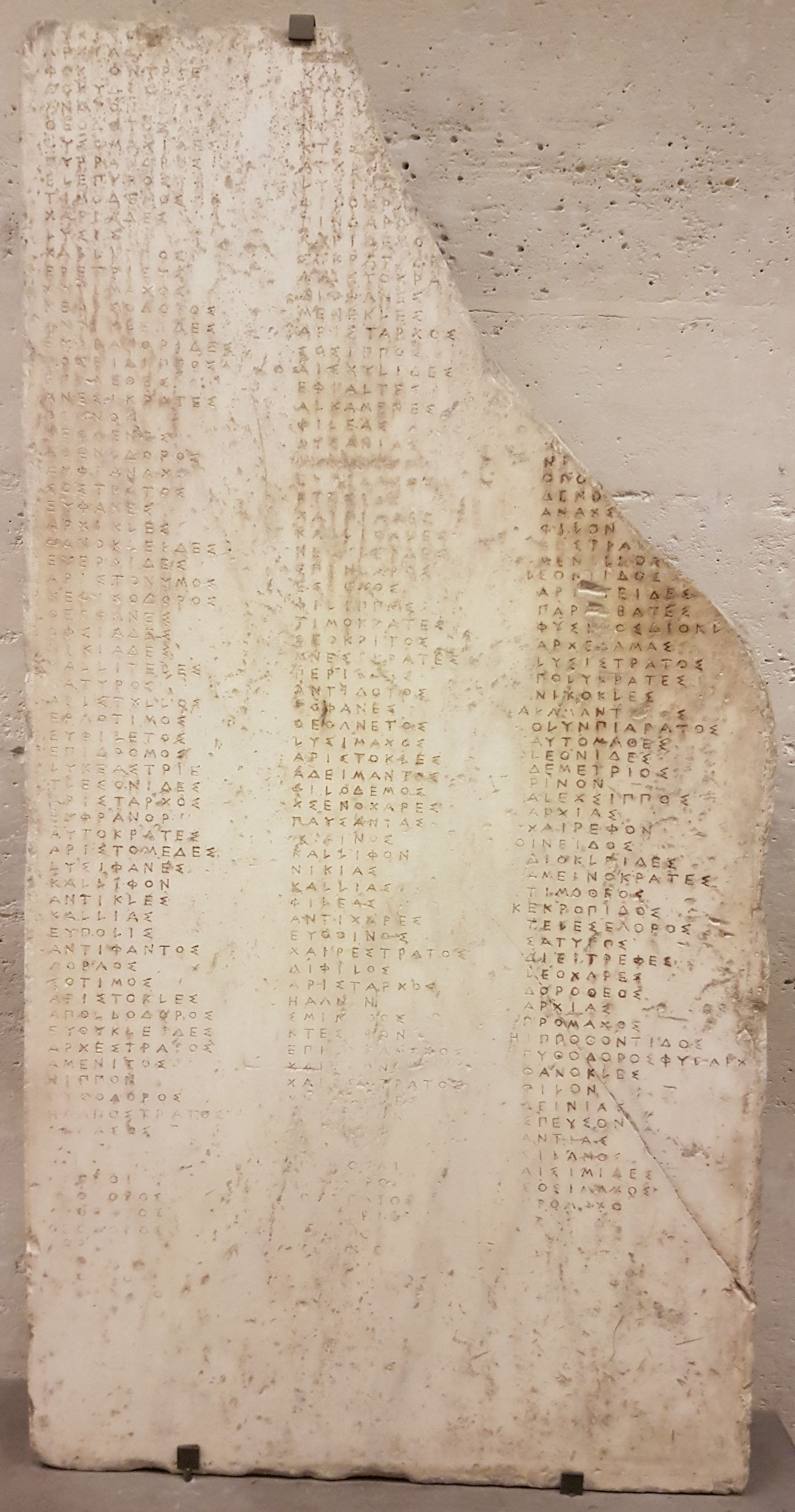
Stèle portant les noms de 180 citoyens morts au champ d'honneur (fin du)

Par la nature des rites, la cérémonie est un élément public par essence, visible par toute la cité. Il existe cependant des limitations sur la manière de réaliser les funérailles. Le nombre de personnes pouvant assister aux différentes étapes des funérailles, particulièrement l’ekphora et la réalisation de la tombe, est légiféré. Cette législation a pour but de  limiter le nombre et le type des marqueurs de tombes, concernant la valeur des marqueurs et le temps de travail effectué pour les réaliser. 
En général, la sobriété est mise en valeur lors des funérailles, comme l'attestent divers législateurs au cours des périodes: Platon dit dans ses Lois que « les funérailles les plus sobres sont les plus belles. » De même, d'autres législateurs comme Démétrios de Phalère ont eux aussi cherché à limiter le luxe des funérailles. Mais cette injonction à la modestie lors des funérailles ne concernait pas les soldats de la cité morts au combat, qui bénéficient d'un traitement différencié dû a leur popularité. Les morts de la bataille de Marathon eurent droit à un traitement exceptionnel, celui d'être enterré sur le champ de bataille.
À Athènes, les morts sont commémorés sur des stèles les classant par tribu.